# Vito Cosimo Basile
Vito Cosimo Basile (Polignano a Mare, 9 ottobre 1887 – Polignano a Mare, 3 agosto 1958) è stato un poeta, scrittore, ricercatore e ufficiale medico della Marina Militare italiano.

## Biografia
Nasce nel 1887 da una famiglia benestante a Polignano a Mare. Dopo aver concluso gli studi superiori a Conversano, nel 1906 si iscrive alla facoltà di Medicina e Chirurgia all'Università di Napoli e ne esce con il massimo dei voti. 
Decide quindi di intraprendere la carriera militare con il grado di ufficiale medico, prestando aiuto medico alla Regia Marina.
Nel 1921 pubblica la sua prima raccolta di poesie: A mènz'àure, in dialetto polignanese.
Nel 1935, a causa dello scoppio della Guerra d'Etiopia per mano di Benito Mussolini, è costretto a spostarsi sul fronte etiope per due anni. Interrompe la sua attività con la marina nel il 19 marzo del 1946, ritornando alla sua città natale di Polignano per svolgere la professione di medico. Muore il 3 agosto del 1958.

## Opere principali
- 1921 - A mènz'àure - versi dialettali, De Robertis, Putignano.
- 1933 - Il parassitismo intestinale lungo il medio Uebi Scebeli, in "Annali di Medicina Navale e Coloniale".
- 1934 - Uebi Scebeli-Diario di tenda e cammino, Cappelli, Bologna.
- 1935 - Capitolo L'andamento epidemico dell'amebeiasi nella Somalia Italiana e sue presunte cause, negli "Atti del II Congresso di Scienza Coloniale in Napoli" (tenutosi dal 1 al 5 ottobre 1934 a Napoli).
- 1941 - Il dermotifo, in "Atti della Regia Scuola di Sanità Militare Marittima", La Spezia.
- 1942 - A mènz'àure i a dòcchieche, s.e.
- 2008 - con Edizioni Associate in Roma, pubblicata un'edizione ridotta della commedia teatrale "Chemmà Fremmechelle"
- 2009 - Uebi Scebeli, Stilo Editrice, Bari (riedizione).